# Madeleine Fié-Fieux
Madeleine Fié-Fieux (født 23. september 1897 iVarennes-Changy, død 28. august 1995 i Clohars-Fouesnant) var en fransk maler.
Faderen Émile-Édouard Fié var tandlæge, på rue de Passy i Paris. Hendes mor overtager forvaltningen af sin onkels apotek, da Madeleine var seks år gammel.
Gik på Molière High School indtil 16-årsalderen, og modtog sin undervisning her, af den slags der blev brugt i de borgerlige familier: klassiske studier, klaverundervisning, sang og tegning. Han noterede sig hendes særlige attraktion til tegning, og hans mor gav hende klasser i passionsbyhuset af fru Parent-Girard.